# 陆城镇
陆城镇，中华人民共和国湖南省岳阳市云溪区下属的一个镇，位于云溪区北部，长江南岸。201省道过境。古迹有铜鼓山殷商文化。

## 行政区划
陆城镇下辖2个社区、6个行政村、1个渔场：
- 陆城社区、新港社区
- 新设村、陆城村、新港村、香铺村、钢铁村、泾港村
- 洋其湖渔场